# Bommars
Bommars és una casa de camp sueca feta de fusta, situada als afores del poble de Letsbo, en els boscos d'una vall del municipi de Ljusdal, en la província de Hälsingland. Forma part d'una de les set granges decorades de Hälsingland classificada des de l'1 de juliol de 2012 com a Patrimoni de la Humanitat per la UNESCO. A nivell nacional, també està classificada per la byggnadsminne de la Direcció Nacional del Patrimoni suec.

## Història
La granja s'esmenta per primera vegada en un inventari de l'any 1542, com a propietat del pagès Oppigården Pavel Olof Rolfsson, però la forma i característiques dels edificis daten del segle xix. Els dos edificis residencials, Sommarstugan («casa d'estiu») i Vinterstugan («casa d'hivern») van ser construïts el 1848 per Sven Johansson i la seva dona Golin Jonsdotter, que va heretar la granja del seu pare. La parella, però, van preferir viure habitualment a la granja de Sven a Sörkämsta. No fou fins al 1887 que la finca va ser habitada permanentment per Sven Persson, el fill de la filla de Sven Johansson i Golin Jonsdotter. El nom actual li fou donat el 1930 quan va esdevenir propietat dels germans Enno i Lars Johansson, mal-nomenats «Bommapojkarna».
Tot i que la granja va estar deshabitada molt de temps, es va decorar acuradament i edificar gran habitacles com la gran sala de banquets i «cabana de nit», fets que indiquen la importància que se'ls hi donava a l'època, les sales de festa a Hälsingland.
Representativa de les construccions dels agricultors més rics de Ljusdal en els anys 1800, és una propietat privada.

## Arquitectura

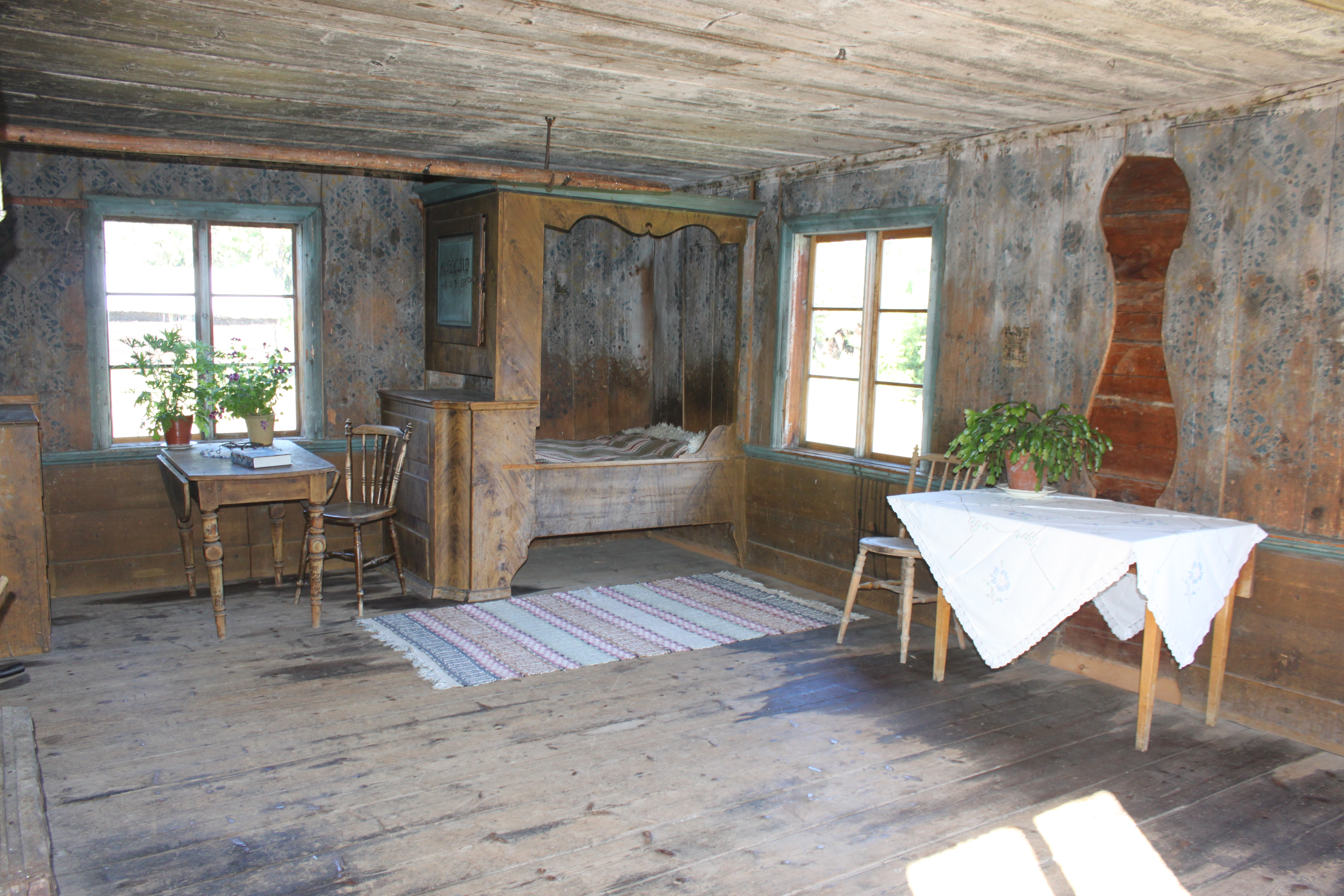
Detalls de l'interior d'una de les habitacions, amb un jaç i restes de pintura a les parets

A més dels edificis residencials, la granja també té un graner, un edifici per a guardar els estris agrícoles amb un estable i una forja. Tots aquests edificis estan fets de troncs de fusta. En la decoració interior dels edificis d'habitatges es troba paper pintat a les parets combinats amb frescos pintats que representen castells i palaus com el d'Ekebyhov o el Palau de Rosersberg, o bé pintures populars.

## Galeria

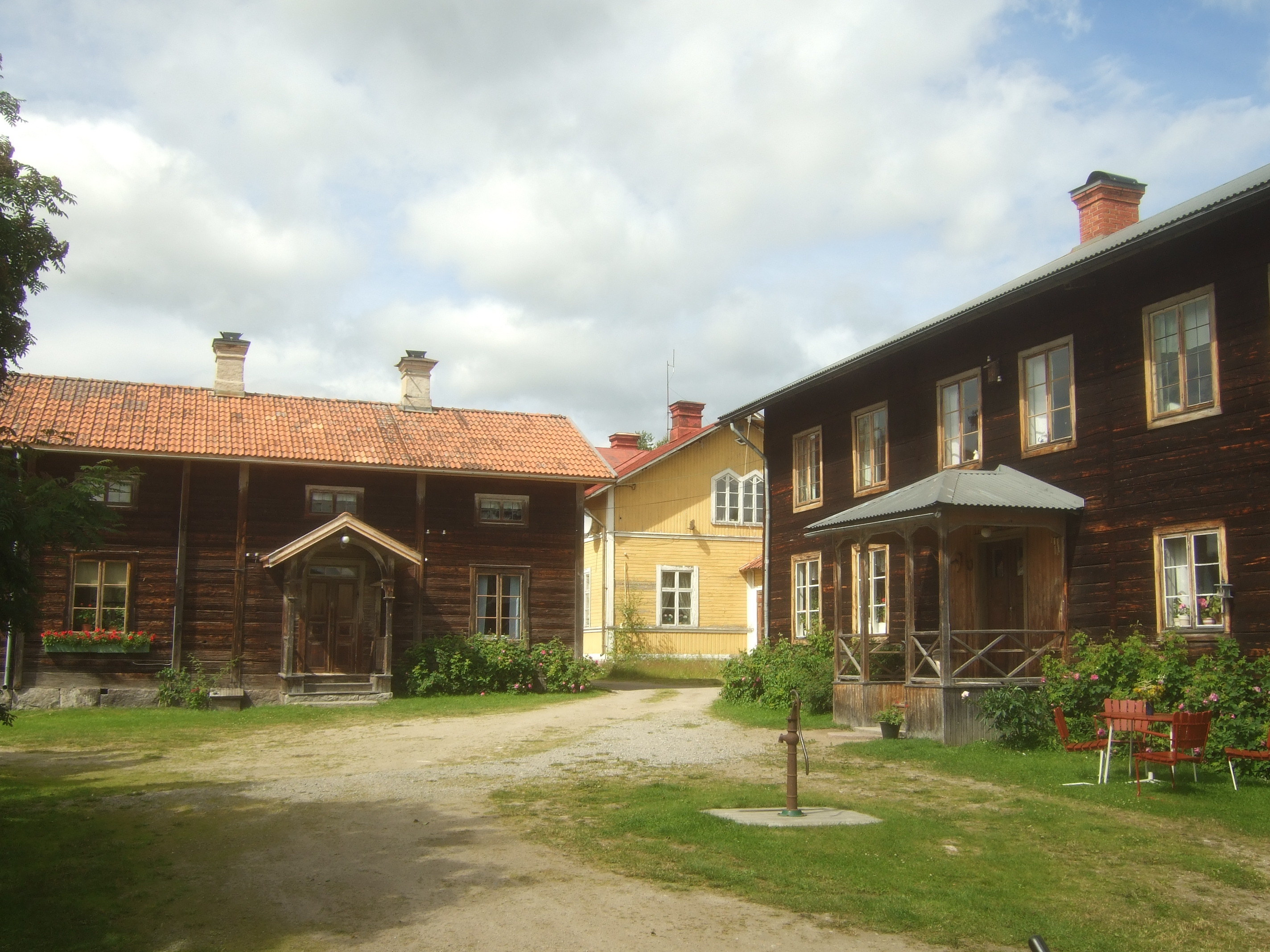
Els edificis Sommarstugan i Vinterstugan.
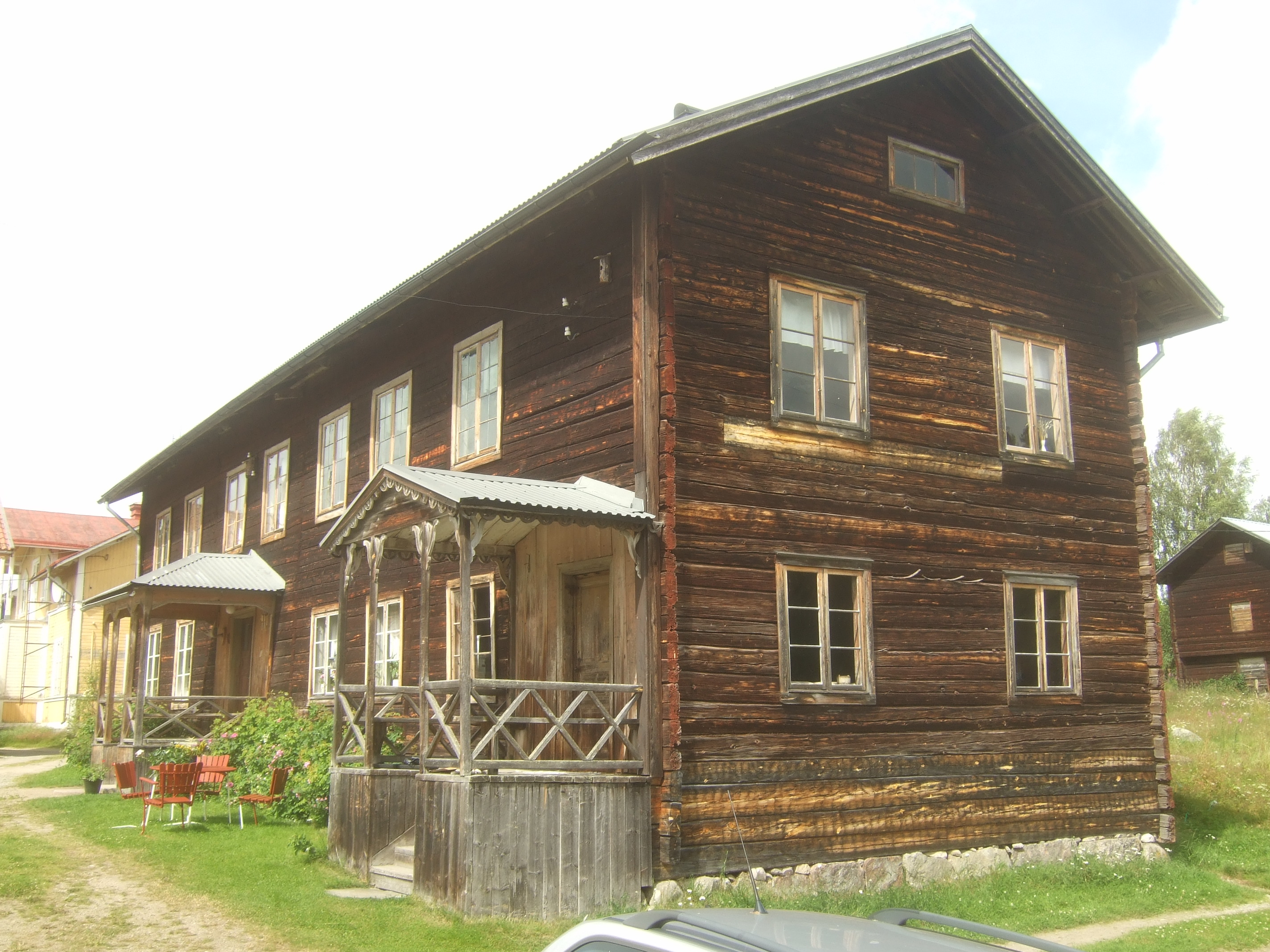
La «Casa d'hivern» o «Cabana».
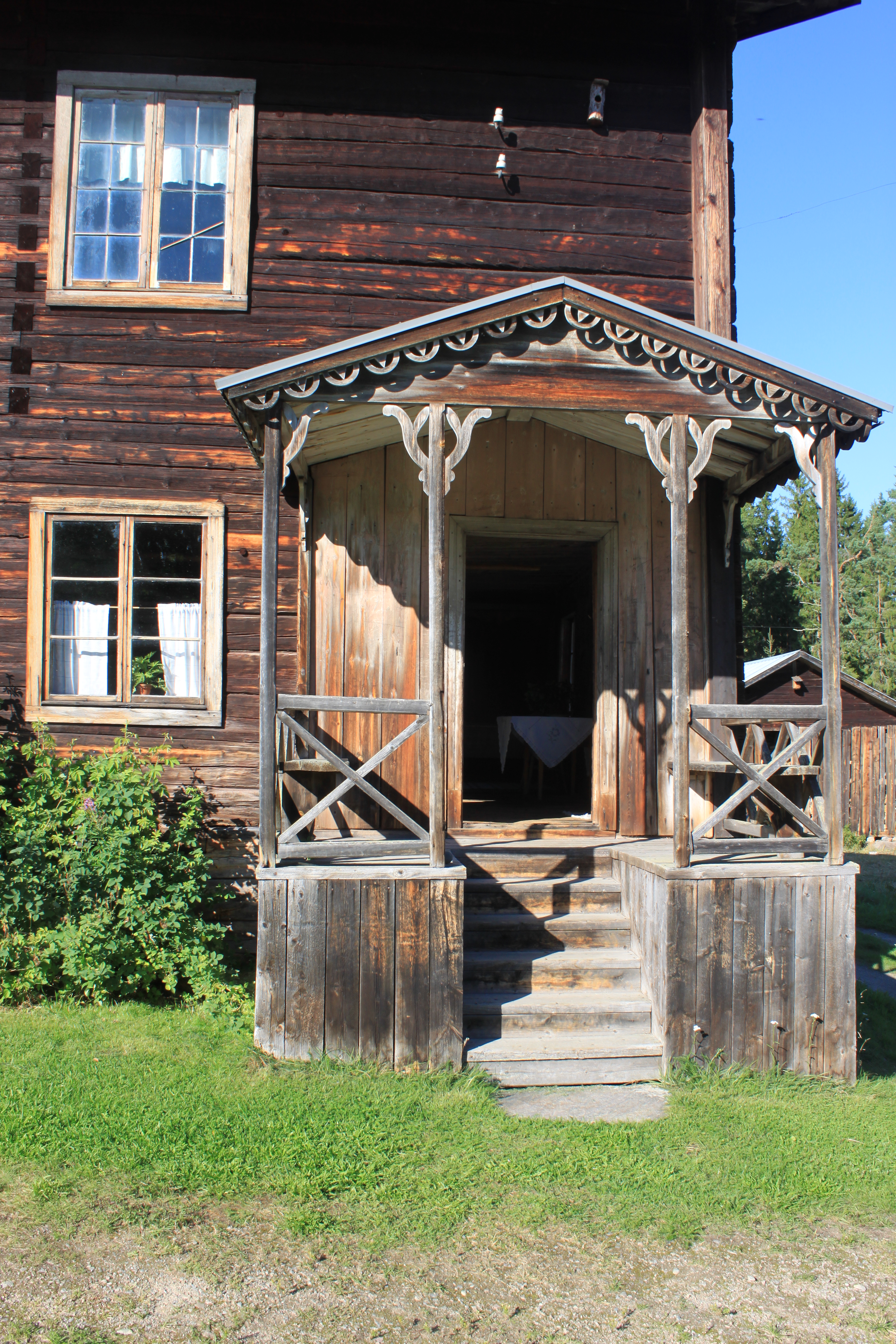
Un dels porxos decorats.
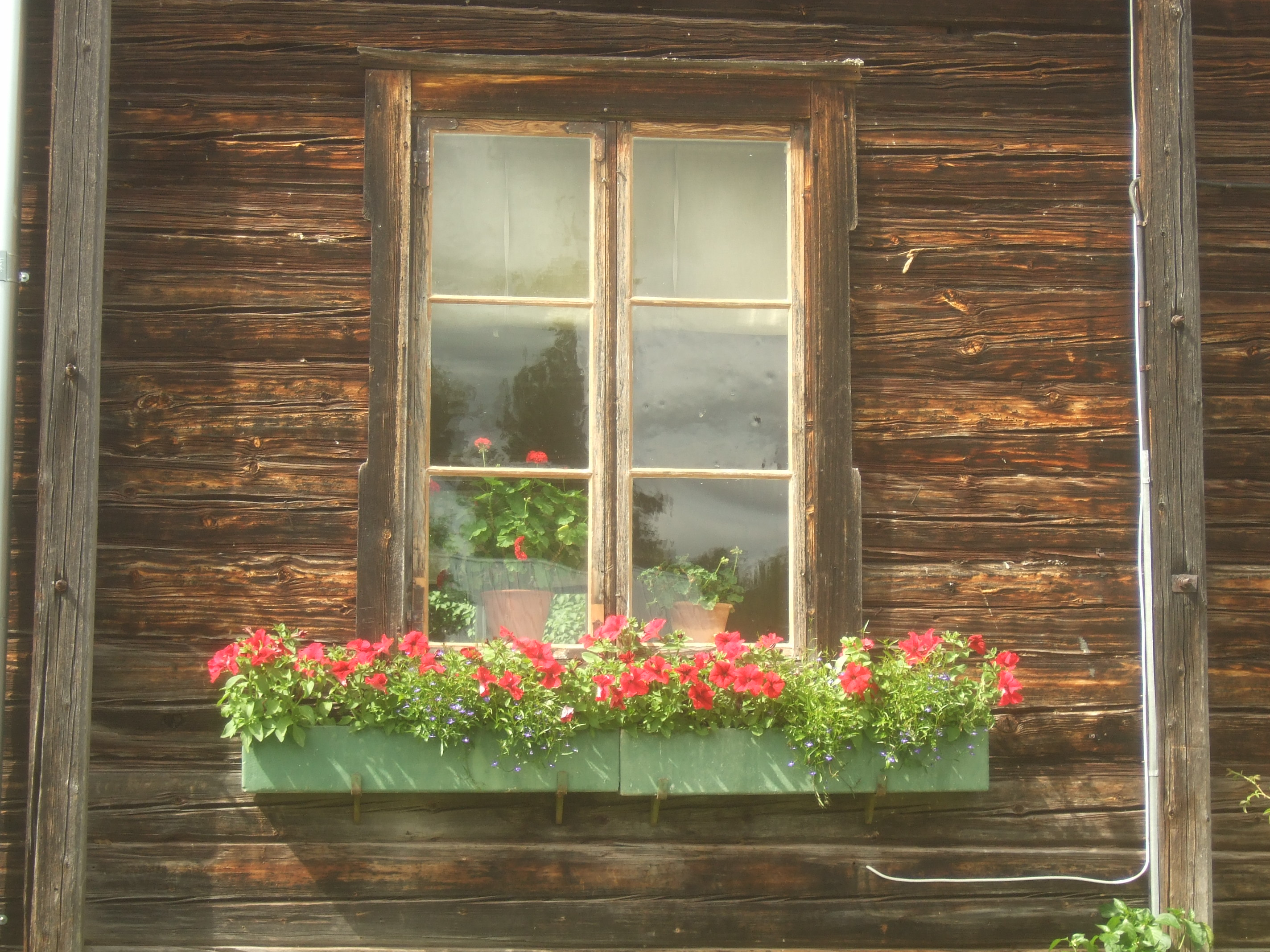
Una finestra de Sommarstugan.
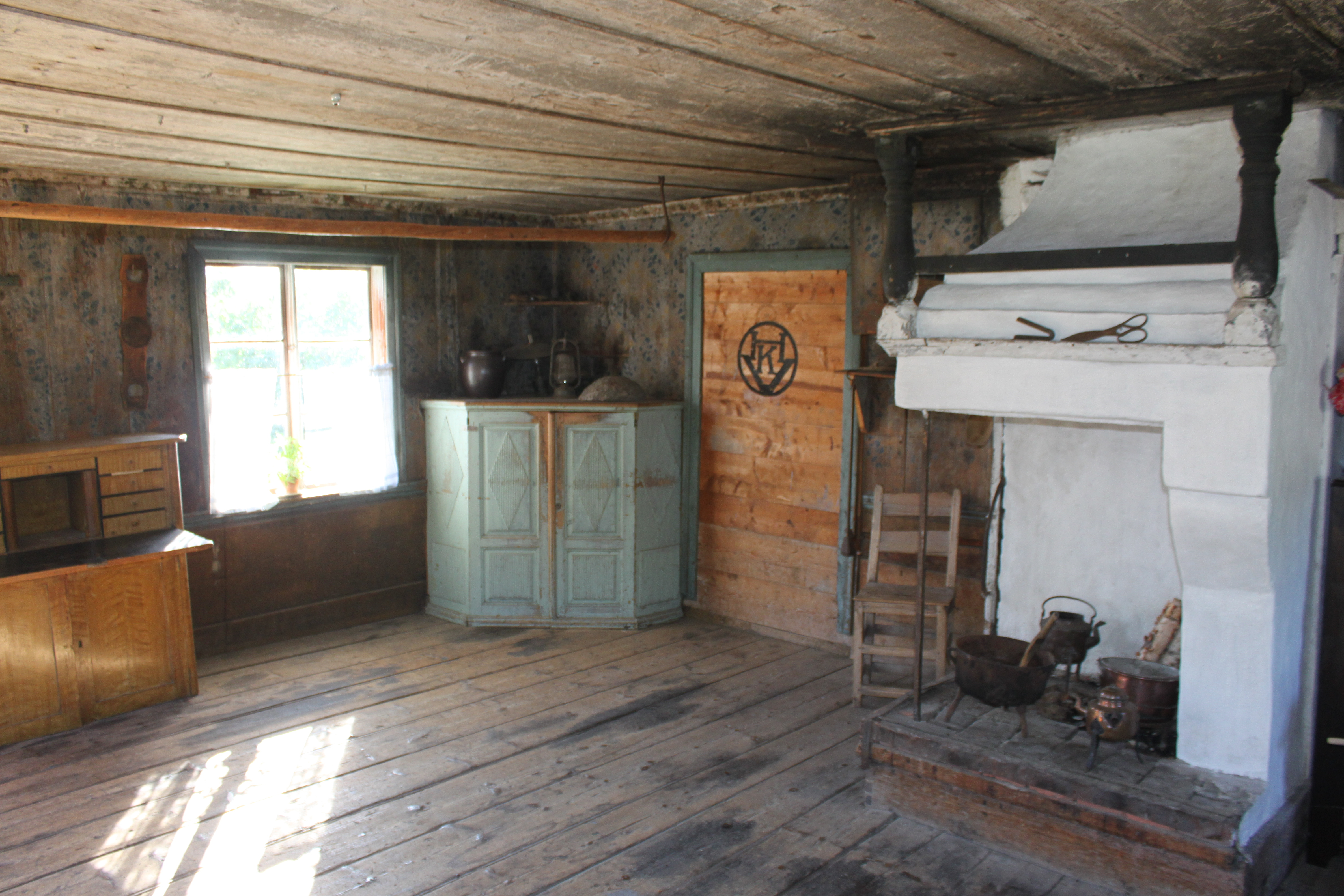
Detall de la cuina i xemeneia.